# شهرستان گاریسا
شهرستان گاریسا (به لاتین: Garissa County) یک منطقهٔ مسکونی در کنیا است که در کنیا واقع شده‌است. شهرستان گاریسا ۴۵٬۷۲۰٫۲ کیلومترمربع مساحت و ۶۲۳٬۰۶۰ نفر جمعیت دارد و ۱٬۱۳۸ متر بالاتر از سطح دریا واقع شده‌است.